# Biblioteca Pública Arthur Vianna
A Biblioteca Pública Arthur Vianna é uma biblioteca pública brasileira fundada em 1846, localizado na cidade paraense de Belém (estado brasileiro do Pará). Considerada a mais importante biblioteca pública paraense, depositária dos registros históricos e culturais desta unidade federativa. 
Inicialmente foi fundada em 1846, anexa ao então Lyceu Paraense, atual Colégio Estadual Paes de Carvalho. Em 1863, foi transferida ao prédio do antigo convento do Carmo, e em 1871 foi constituída como órgão público. Em 25 de Março do mesmo ano foram inaugurados, oficialmente, a Biblioteca e o Arquivo Público do Pará. Em 1986, a biblioteca foi transferida para o então Centro Cultural e Turístico Tancredo Neves (Centur), atual Fundação Cultural do Pará.
Ela atende um público variado, com uma média de dois mil visitantes por dia. Abriga um acervo de aproximadamente 500 mil volumes, incluindo-se livros técnicos, didáticos, de arte, literatura, além das obras de referência, como enciclopédias, dicionários, atlas e manuais, e setor de periódicos, com revistas especializadas e gerais, boletins, folhetos, almanaques, jornais de circulação local e nacional e publicações oficiais da União.

## Acervos
- Raros e Antigos: assuntos gerais e referentes ao Pará. Coleção de raro valor histórico composta por livros, folhetos, periódicos e álbum datados do século XVIII ao XX.
- Pará e Amazônia: acervo constituído por obras de autores paraenses e por assuntos relacionado por estado e à região. Inclui uma coleção de jornais e publicação oficiais editadas no Pará.
- Infantil e juvenil: livros, enciclopédias, gibis correntes, antigos e raros, brinquedos e jogos, distribuídos em espaços criativos voltados às múltiplas ações de incentivos à leitura.
- Braille: acervo e meios especializados para atendimento ao deficiente visual: livros e artigo de revista transcrita para o Braille; livros falado e eletrônico; e jogos adaptados e informações transmitidas por computadores com sintetizador de voz para audição do que está escrito na tela.
- Materiais especiais: fitas cassetes e de vídeos, disco em vinil, CDs, DVDs, slides, mapas, cartões postais, fotografias e microfilmes de coleções de jornais antigos e publicações oficiais do Pará.